# Odontophorus erythrops
La quaglia boschereccia fronterossiccia o colino fronterossa (Odontophorus erythrops Gould, 1859), è un uccello della famiglia Odontophoridae diffuso in Sudamerica.

## Tassonomia
Questa specie è suddivisa in due sottospecie
- Odontophorus erythrops erythrops - Gould, 1859
- Odontophorus erythrops parambae - Rothschild, 1897